# OTC
Over the counter-handel, förkortat OTC, är en term för försäljning över disk i butiker.
Termen kan även betyda "receptfri" i samband med läkemedel.
För betydelsen av OTC inom värdepappershandel, se handel över disk.